# Tom Morga
Tom Morga, właściwie Thomas Alvin Morga (ur. 27 listopada 1941 w Burbank) – amerykański aktor i kaskader, piąty z kolei odtwórca roli psychopatycznego Jasona Voorheesa w serii Piątek, trzynastego.
W 2009 roku pojawił się w filmie dokumentalnym His Name Was Jason: 30 Years of Friday the 13th.